# Amara californica
Amara californica är en skalbaggsart som beskrevs av Pierre François Marie Auguste Dejean. Amara californica ingår i släktet Amara och familjen jordlöpare. Inga underarter finns listade i Catalogue of Life.